# All I Wanna Do (bài hát của Sheryl Crow)
"All I Wanna Do" là một bài hát của nghệ sĩ thu âm người Mỹ Sheryl Crow nằm trong album phòng thu đầu tay của cô, Tuesday Night Music Club (1993). Nó được phát hành như là đĩa đơn thứ ba trích từ album vào ngày 4 tháng 4 năm 1994 bởi A&M Records. Bài hát được đồng viết lời bởi Crow, David Baerwald, Kevin Gilbert với nhà sản xuất của nó Bill Bottrell, người đã hợp tác với nữ ca sĩ trong hầu hết những nhạc phẩm từ album cũng như album phòng thu tiếp theo mang chính tên cô (1996) và album phòng thu thứ sáu Detours (2008), trong đó sử dụng một số trích dẫn từ bài thơ "Fun" nằm trong tuyển tập thơ năm 1987 của Wyn Cooper The Country of Here Below, và giúp tác phẩm trở nên nổi tiếng và được tái bản nhiều lần. "All I Wanna Do" là một bản country pop mang nội dung đề cập đến lối sống phóng khoáng và tự do của một cô gái sống ở Los Angeles, trong đó cô khẳng định rằng tất cả những gì cô ấy muốn đạt được là tận hưởng những niềm vui trong cuộc sống.
Sau khi phát hành, "All I Wanna Do" nhận được những phản ứng tích cực từ các nhà phê bình âm nhạc, trong đó họ đánh giá cao giai điệu bắt tai cũng như quá trình sản xuất nó, cũng như so sánh phong cách hát của Crow với bài hát năm 1973 của Stealers Wheel "Stuck in the Middle with You". Ngoài ra, bài hát còn gặt hái nhiều giải thưởng và đề cử tại những lễ trao giải lớn, bao gồm chiến thắng hai giải Grammy cho Thu âm của năm và Trình diễn giọng pop nữ xuất sắc nhất bên cạnh một đề cử cho Bài hát của năm tại lễ trao giải thường niên lần thứ 37. "All I Wanna Do" cũng tiếp nhận những thành công vượt trội về mặt thương mại, đứng đầu các bảng xếp hạng ở Úc và Canada, đồng thời lọt vào top 10 ở nhiều quốc gia khác, bao gồm vươn đến top 5 ở những thị trường lớn như Áo, Pháp, Ireland, New Zealand và Vương quốc Anh. Tại Hoa Kỳ, nó đạt vị trí thứ hai trên bảng xếp hạng Billboard Hot 100 trong một tuần, trở thành đĩa đơn đạt thứ hạng cao nhất của Crow tại đây.
Video ca nhạc cho "All I Wanna Do" được đạo diễn bởi David Hogan, người trước đó đã hợp tác với Crow cho video ca nhạc của đĩa đơn đầu tay trong sự nghiệp của cô "Leaving Las Vegas", trong đó bao gồm những cảnh nữ ca sĩ và ban nhạc của cô hát trên đường phố, bên cạnh sự xuất hiện của nhiều nhân vật đang bay trên không trung. Để quảng bá bài hát, Crow đã trình diễn nó trên nhiều chương trình truyền hình và lễ trao giải lớn, bao gồm The Jon Stewart Show, MTV Unplugged, Top of the Pops, giải Grammy lần thứ 37 và giải thưởng Âm nhạc Thế giới năm 1995, cũng như trong nhiều chuyến lưu diễn của cô. Được ghi nhận là bài hát trứ danh trong sự nghiệp của nữ ca sĩ, "All I Wanna Do" đã xuất hiện trong nhiều tác phẩm điện ảnh và truyền hình, như Desperate Housewives, Enough và Everest, cũng như nằm trong nhiều album tuyển tập của Crow, bao gồm The Very Best of Sheryl Crow (2003), Hits & Rarities (2007) và Icon (2011).

## Danh sách bài hát
| Đĩa CD #1 tại châu Âu 1. "All I Wanna Do" - 4:32 2. "What I Can Do for You" (trực tiếp) - 6:54 Đĩa CD #2 tại châu Âu 1. "All I Wanna Do" - 4:32 2. "I Shall Believe" (trực tiếp) - 5:53 3. "What I Can Do for You" (trực tiếp) - 5:27 | Đĩa CD #1 tại Anh quốc 1. "All I Wanna Do" (phối lại) - 4:11 2. "Solidify" - 4:11 3. "I'm Gonna Be A Wheel Someday" - 3:37 Đĩa CD #2 tại Anh quốc 1. "All I Wanna Do" (acoustic trực tiếp) - 4:30 2. "Run Baby Run" (acoustic trực tiếp) - 5:31 3. "Leaving Las Vegas" (acoustic trực tiếp) - 5:53 |

## Xếp hạng
| Bảng xếp hạng (1994-95)               | Vị trí cao nhất |
| ------------------------------------- | --------------- |
| Úc (ARIA)                             | 1               |
| Áo (Ö3 Austria Top 40)                | 5               |
| Bỉ (Ultratop 50 Flanders)             | 10              |
| Bỉ (Ultratop 50 Wallonia)             | 31              |
| Canada (RPM)                          | 1               |
| Canada Adult Contemporary (RPM)       | 1               |
| Châu Âu (European Hot 100 Singles)    | 7               |
| Pháp (SNEP)                           | 5               |
| Đức (Official German Charts)          | 10              |
| Ireland (IRMA)                        | 5               |
| Hà Lan (Dutch Top 40)                 | 15              |
| Hà Lan (Single Top 100)               | 10              |
| New Zealand (Recorded Music NZ)       | 4               |
| Na Uy (VG-lista)                      | 15              |
| Thụy Sĩ (Schweizer Hitparade)         | 13              |
| Anh Quốc (OCC)                        | 4               |
| Hoa Kỳ Billboard Hot 100              | 2               |
| Hoa Kỳ Adult Contemporary (Billboard) | 1               |
| Hoa Kỳ Pop Airplay (Billboard)        | 1               |

| Bảng xếp hạng (1994)                 | Vị trí |
| ------------------------------------ | ------ |
| Australia (ARIA)                     | 34     |
| Belgium (Ultratop 50 Flanders)       | 18     |
| Canada (RPM)                         | 7      |
| Canada Adult Contemporary (RPM)      | 47     |
| Germany (Official German Charts)     | 93     |
| Japan (Tokyo Hot 100)                | 43     |
| Netherlands (Dutch Top 40)           | 116    |
| UK Singles (Official Charts Company) | 58     |
| US Billboard Hot 100                 | 34     |
| US Adult Contemporary (Billboard)    | 41     |
| Bảng xếp hạng (1995)                 | Vị trí |
| Australia (ARIA)                     | 78     |
| Europe (European Hot 100 Singles)    | 72     |
| France (SNEP)                        | 46     |
| Japan (Tokyo Hot 100)                | 18     |
| Netherlands (Dutch Top 40)           | 284    |
| US Billboard Hot 100                 | 67     |

## Chứng nhận
| Quốc gia | Chứng nhận | Số đơn vị/doanh số chứng nhận |
| --- | ---------- | ----------------------------- |
| Úc (ARIA) | Bạch kim   | 70.000^                       |
| New Zealand (RMNZ) | Vàng       | 5.000*                        |
| Anh Quốc (BPI) | Bạc        | 200.000^                      |
| Hoa Kỳ (RIAA) | Vàng       | 500.000^                      |
| * Chứng nhận dựa theo doanh số tiêu thụ. ^ Chứng nhận dựa theo doanh số nhập hàng. ‡ Chứng nhận dựa theo doanh số tiêu thụ và phát trực tuyến. |            |                               |